# Ziegenkopfadler

Gemünden (Wohra)

Der Ziegenkopfadler, kurz nur Ziegenadler oder auch als Bockadler bezeichnet, ist ein zusammengesetztes Wappentier in der Heraldik.

## Gestaltung und Blasonierung

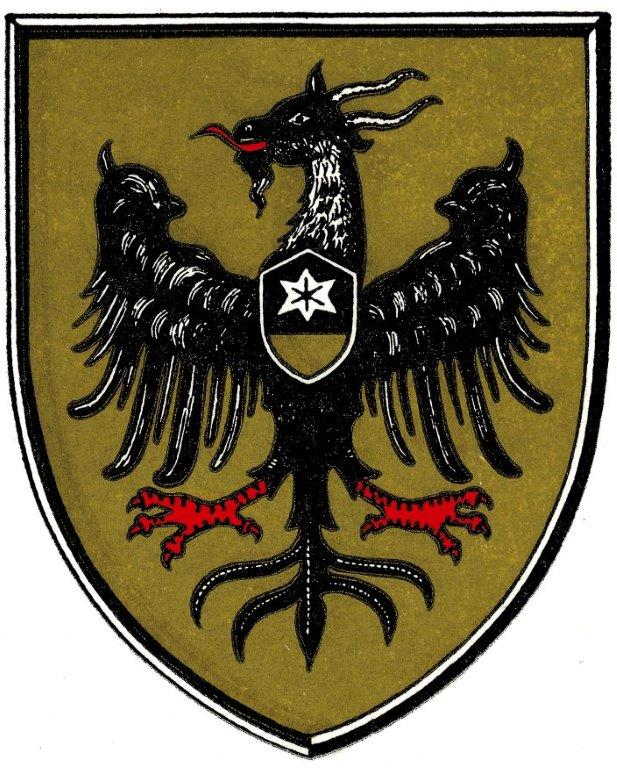
Veränderte Darstellung in Neukirchen (Knüll)

Als gemeine Figur ist das Fantasietier im Wappen selten. Auf einem  Adlerkörper wird ein Ziegenkopf aufgesetzt. Die Hauptblickrichtung des Kopfes ist nach heraldisch rechts und  die Stellung des Adlerkörpers folgt der Adlerdarstellung. Bei der Farbgebung gelten die heraldischen Regeln der Tingierung.

## Verwendung

Schwalmstadt
Gemünden (Felda)
Neukirchen (Knüll)
Nieder-Gemünden
Schwarzenborn (Knüll)
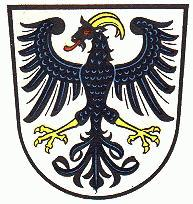
Landkreis Ziegenhain (1821–1973)

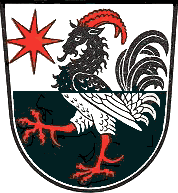
Ziegenhain (Schwalmstadt)

Da die Stadt Ziegenhain ursprünglich zum Geschlecht der Grafen von Ziegenhain gehörte, ist kein Ziegenadler, sondern ein Hahn mit Ziegenkopf in ihrem Wappen. Die in der Literatur für die Grafen von Ziegenhain dargestellte Form ist ein Ziegenkopfadler in der üblichen Adlerdarstellung und mit einem Brustschild belegt.